# Rambla de Vilerda
La rambla de Vilerda es un curso de agua estacional cuyo cauce, de 3,5 km de longitud que discurre íntegramente por el término municipal de Puerto Lumbreras (Región de Murcia). Su nacimiento se sitúa en la vertiente oriental del cabezo de la Jara, recibiendo a lo largo de su recorrido aportaciones de otros cauces como El Cañarete, Ceheginas o Culebras, para desembocar finalmente en la rambla de Viznaga, que también recoge las aguas de ramblas como la de Béjar, Nogalte o La Torrecilla. Como ocurre en ramblas próximas, en Vilerda se localiza una presa subálvea con galería filtrante adosada a ella que ha permitido un aprovechamiento sostenible de los escasos recursos hídricos de esta zona.

## Naturaleza

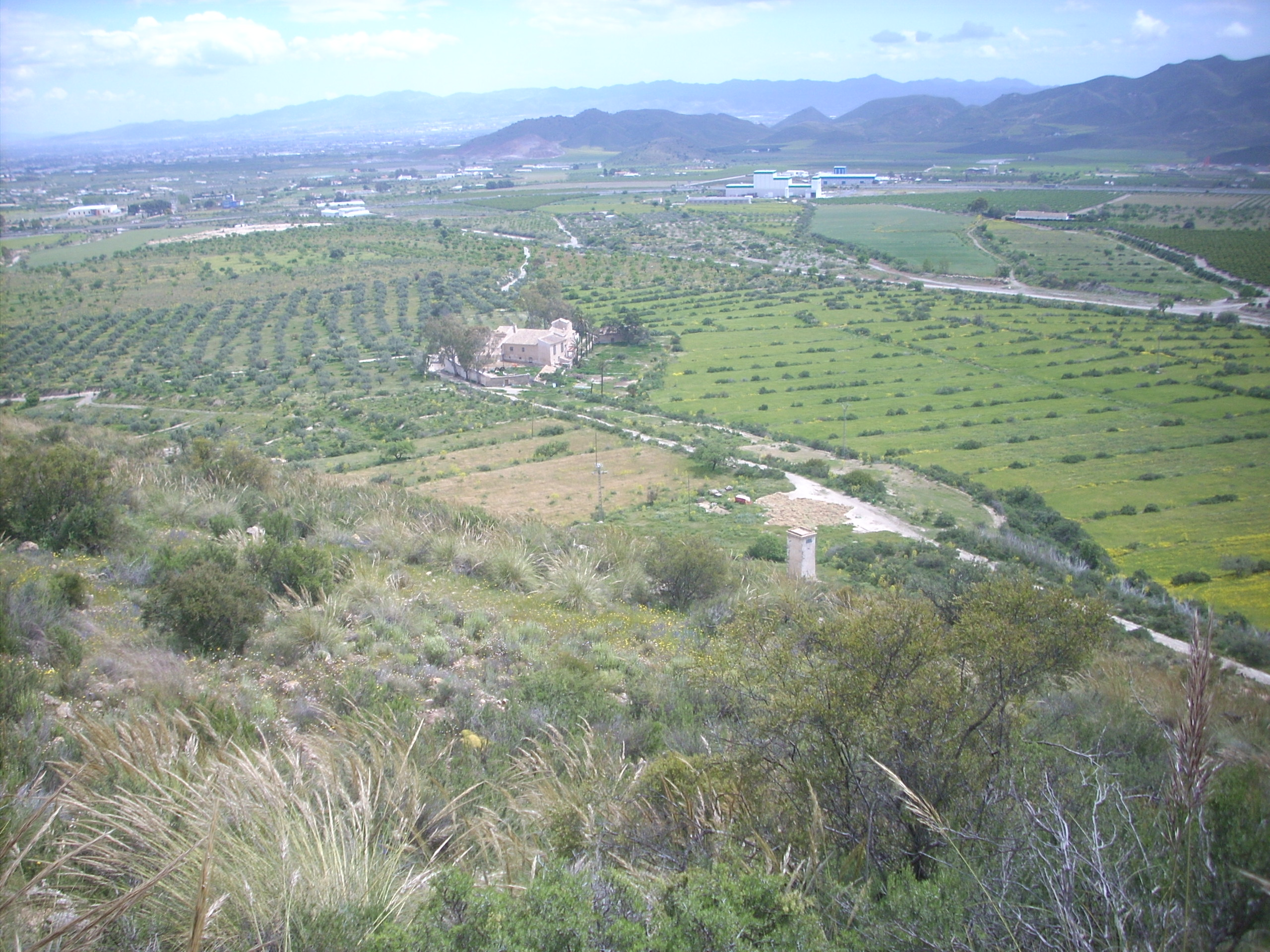
Rambla de Vilerda

En los márgenes de la rambla aparece una vegetación hidrófila diversa que llega a constituir en algunos tramos verdaderos bosques galería. Está presente el majuelo, el enebro, el álamo blanco, la carrasca, la mimbrera o los tarays, el esparto o la albaida. Cuando el cauce se ensancha es significativa la presencia de azufaifos (Ziziphus lotus), especie de carácter iberoafricano de gran interés ambiental.

Constituye una importante defensa frente a la erosión producida por las avenidas, a la vez que sirven de cobijo a un gran número de especies de la fauna silvestre (pájaros mosquiteros, culebras ….etc.), junto a otras especies protegidas como la tortuga mora o el águila perdicera.

## El aprovechamiento del agua
Las estructuras relacionadas con el almacenamiento y distribución de aguas se sitúan en la margen izquierda de la rambla de Vilerda, en su salida hacia Puerto Adentro. De este sistema, actualmente en desuso y cuyo origen se remonta al siglo XVIII, sólo se conserva la balsa (Balsa de Vilerda) que almacena las aguas procedentes de un pozo moderno, y parte de la galería drenante, conocida como Fuente de la Tercia.

Constaría además de una galería de conducción de al menos 300 m de longitud, que discurría en su totalidad por la margen izquierda y a la que se accedería a través de varias lumbreras.

## Arqueología

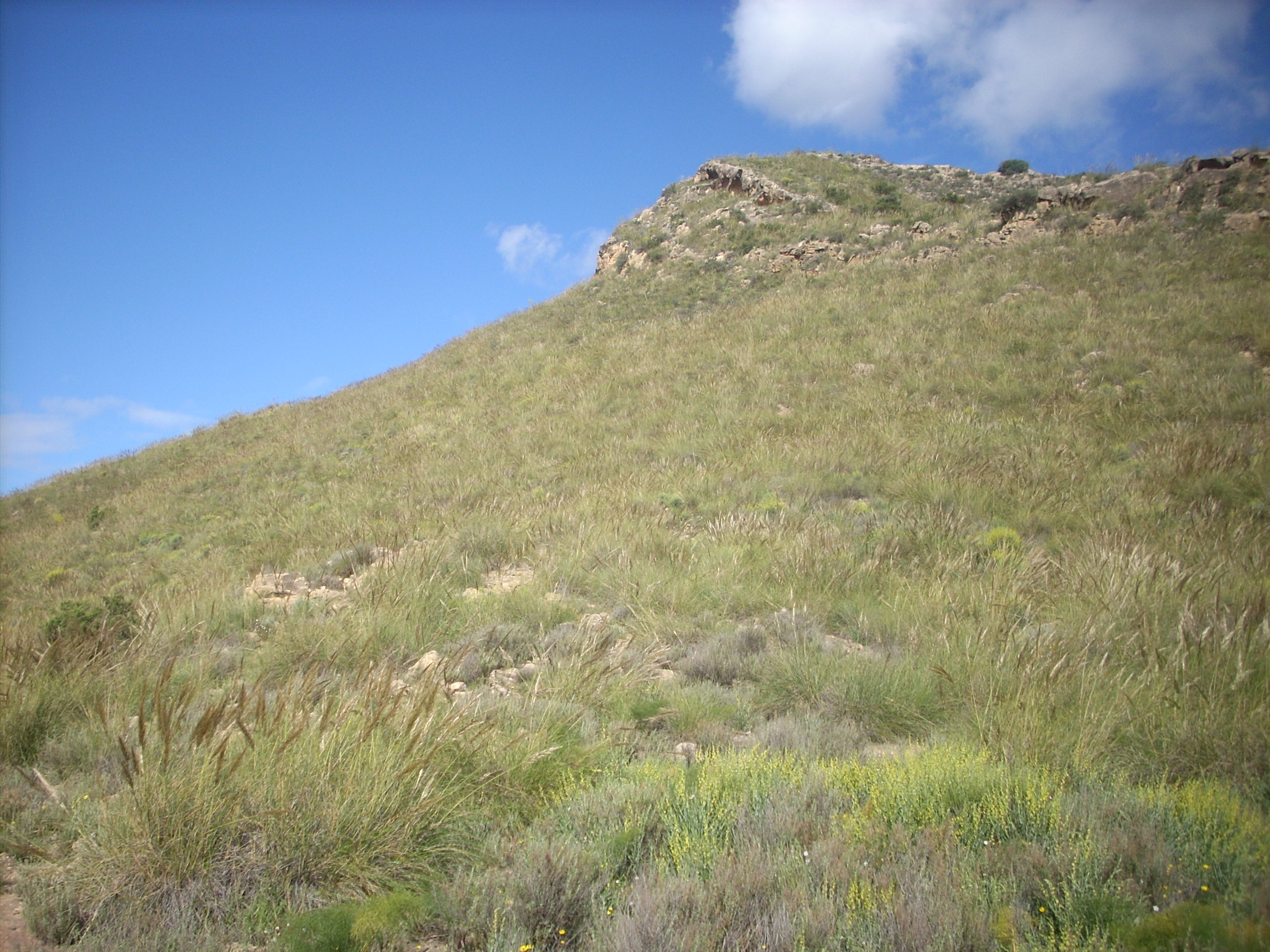
Picacho de Tercia

Junto a la rambla se conocen dos interesantes yacimientos prehistóricos: el Picacho de Tercia y Vilerda, poblados en altura adscritos cronológicamente a época argárica y que se relacionan con el control de la vía de comunicación que discurría por el cauce de la rambla y con la explotación de los recursos agropecuarios del entorno.

De Vilerda, yacimiento conocido desde finales del XIX, se tiene noticias del hallazgo de sepulturas en cistas de lajas de pizarra, acompañadas de un ajuar formado por vasijas cerámicas, puntas de flecha o puñales de cobre, junto con elementos de adorno tales como conchas, hachas de piedra pulimentada, y diversos elementos en sílex y hueso.